# سباق الكلاب السلوقية

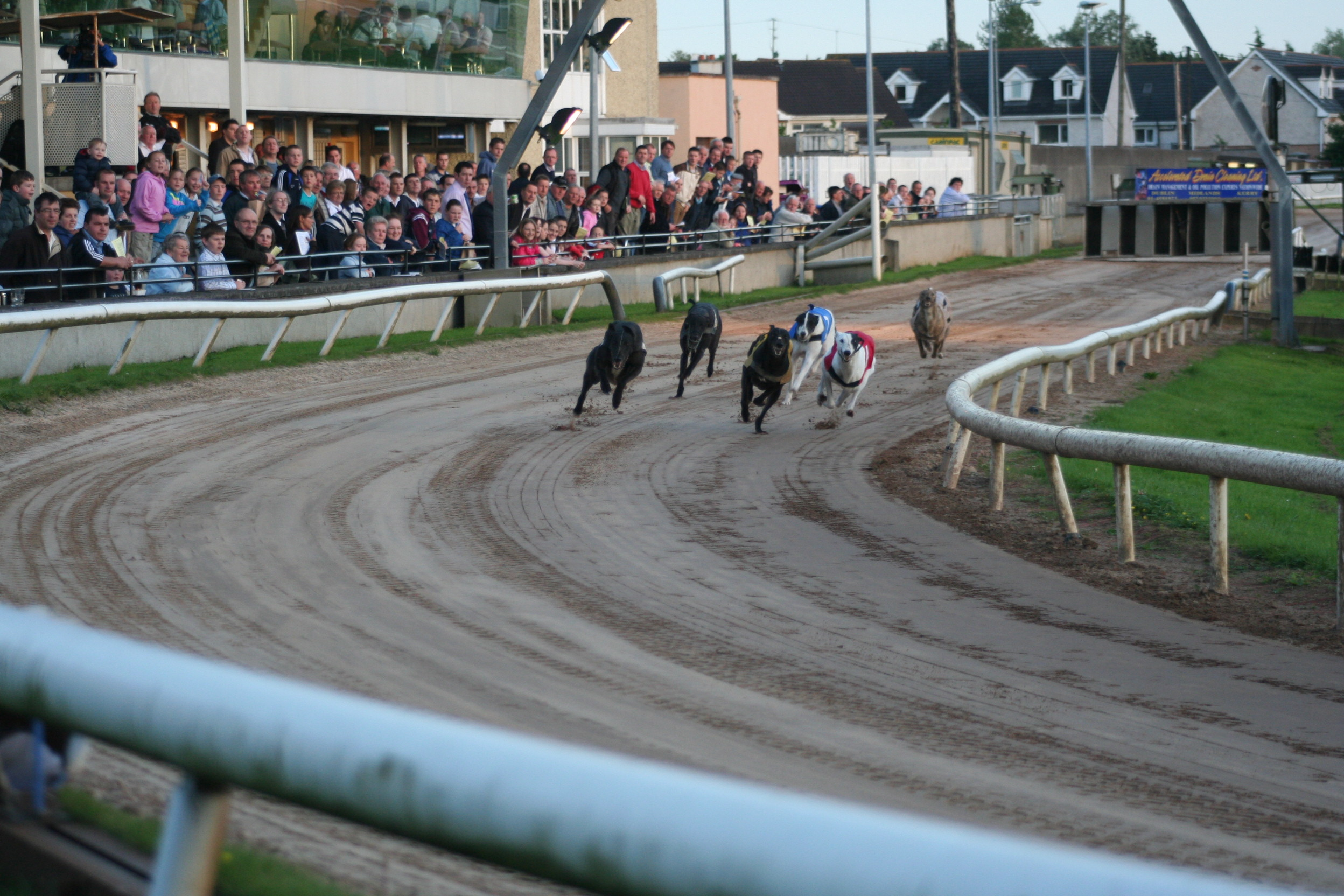
سباق السلوقي في مولينجار (ايرلندا).

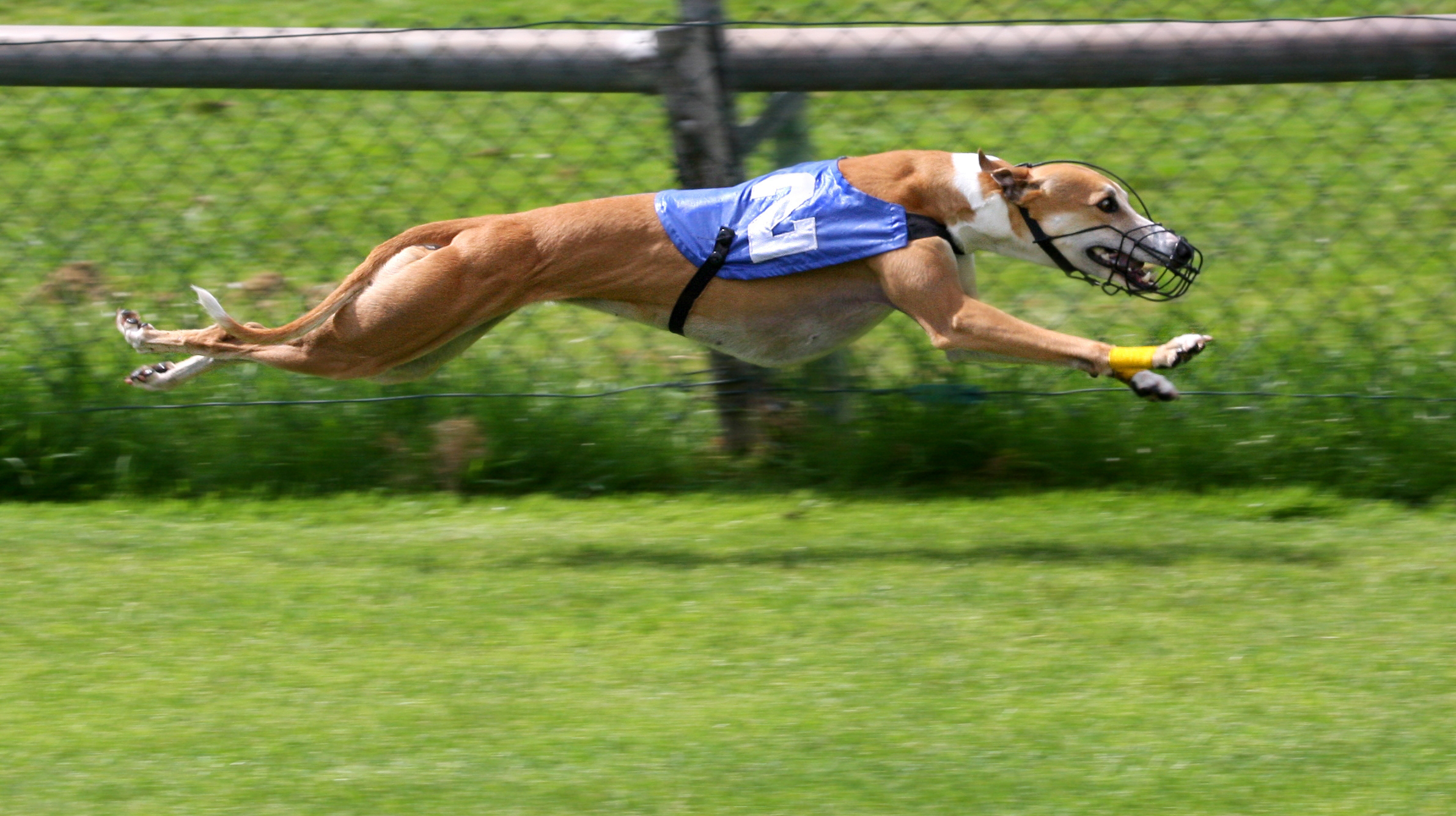
السلوقي أثناء السباق

سباق الكلاب السلوقية رياضة تتنافس فيها الكلاب في بعض البلدان وذلك في مضمار بيضيّ، وتطارد أرنبًا آليًا، يُسمى الـ الطريدة الآلية، قد تشبه العظم، أو الكلب أو الأرنب. والأرنب الآلي أكثر فعالية لأن الكلاب تقوم بالمطاردة اعتمادًا على حاسة البصر أكثر من اعتمادها على الرائحة. وينطلق الأرنب حول المضمار على قضيب كهربائي. وقد تطوَّر سباق الكلاب من مطاردة الأرانب بالكلاب، وهي رياضة قديمة يقوم فيها كلبان بمطاردة أرنب حي في حقل مكشوف. وتستطيع الكلاب الممتازة، العَدْو بسرعة تزيد على 65كم في الساعة.

## سباقات السلوقي اليوم
يجري اليوم سباق السلوقي في العديد من البلدان في جميع أنحاء العالم.
البلدان التي يحدث فيها سباق السلوقي التجارية هي:
- أستراليا
- جزيرة أيرلندا
- ماكاو
- المكسيك
- نيوزيلندا
- المملكة المتحدة
- فيتنام
- الولايات المتحدة

البلدان التي يحدث فيها سباق السلوقي غير التجارية هي:
- الأرجنتين
- النمسا
- بلجيكا
- تشيلي

## وصلات خارجية
- بي دي إف  (بالفرنسية) Règlement FCI des courses de Lévriers